# Chapelle Notre-Dame de Stoepe d'Ertvelde
La chapelle Notre-Dame de Stoepe (en néerlandais Kapel Onze-Lieve-Vrouw van Stoepe): est un édifice religieux catholique sis à Ertvelde (Evergem), en Flandre orientale (Belgique). Depuis le XVe siècle un pèlerinage marial y est organisé durant le mois de septembre. La chapelle originale, du XVe siècle, détruite durant les guerres de religion, fut reconstruite au XVIIe siècle.

## Histoire

### une légende...
À l’origine les habitants du village trouvèrent une statue de la Vierge Marie sur la souche (‘stoep’ en néerlandais) d’un arbre abattu. Elle fut ramenée dans l’église du village. Mais le lendemain – grande surprise – la statue avait retrouvé sa place sur le tronc d’arbre. Le phénomène se reproduisit trois fois. Comprenant enfin ce que souhaite la Vierge Marie, les villageois lui érigent une chapelle (XVe siècle) à l’emplacement du vieil arbre.

### des pèlerinages
Un garçon du village voisin d’Assenede fut le premier à bénéficier des faveurs de Notre-Dame. Sourd-muet de naissance il fut guéri alors qu’il priait devant la statue. Immédiatement des pèlerinages s’organisent et dès la fin du XVe siècle la chapelle doit être agrandie. Mais lors des guerres de religion, elle fut détruite.
Une nouvelle chapelle est construite lorsque les temps sont plus calmes. Le sanctuaire est de nouveau fréquenté, surtout au XVIIIe siècle. Les récits de grâces reçues se multiplient. Des confréries sont créées. Un ‘chemin’ bordé de potales, illustrant les quinze mystères de la vie de la Vierge-Marie, est installé autour de l’église en 1731. Elles sont offertes par un fermier de la région, en reconnaissance d’une guérison obtenue par son intercession. Nouvelle éclipse durant la période révolutionnaire (française), mais les pèlerinages reprennent de plus belle par après.
Au XXIe siècle, même si ce ne sont plus les grandes foules d’antan, des groupes de pèlerins venant des villages environnants fréquentent régulièrement la chapelle, surtout durant le mois de septembre, durant les ‘Stoepedagen’ qui, commençant le jour de la Nativité de la Vierge Marie se célèbrent du 8 au 16 septembre. Cette tradition remonte au XVIIe siècle

## Description
La chapelle, de dimension moyenne, se trouve au milieu d’un bosquet (Kapellehof) à la sortie septentrionale du village d’Ertvelde (commune d'Evergem). Sobre et calme elle est surmontée d’un clocheton au centre de la nef. La plus ancienne partie de la chapelle date de 1457.
- Sur le maître-autel baroque de la chapelle trône la statue de Notre-Dame de Stoepe, En bois de chêne, sculpté sur le devant uniquement, la statue daterait du XVe siècle. La Vierge Marie porte sur son bras gauche l’Enfant-Jésus et dans la main droite un sceptre. Tous deux sont couronnés. Autour du maître-autel sont dressés de grands cierges offerts par toutes les paroisses venues en pèlerinage à Notre-Dame de Stoepe.
- Les murs latéraux de la chapelle sont tapissés d’exvotos et de tableaux illustrant des cas de guérison (surtout d’enfants). Un cahier d’indulgences datant de 1762 est conservé à la chapelle. Notre-Dame de Stoepe y est appelée ‘Marie de Miséricorde’. Elle était invoquée pour obtenir la grâce d’une ‘bonne mort’.
- L’orgue date du XVIIIe siècle. Il fut restauré en 1961.

## Source
- Le guide des pèlerinages de Belgique, Editions L'Octogone, Bruxelles, 1994, p. 54–56.